# 'The Best Live' at Tokyo Dome
The Best Live at Tokyo Dome es un concierto del grupo surcoreano Girls' Generation realizado en Tokio por el cuarto aniversario de su debut en Japón.

## Historia
El 25 de agosto de 2014, SM Entertainment anunció que Girls' Generation realizaría un concierto en Tokio para celebrar su cuarto aniversario en Japón. Después de la salida de Jessica, solo se presentaron 8 integrantes interpretando canciones de los álbumes "Girls' Generation", "Girls & Peace", "Love & Peace" y "The Best".

## Lista de canciones
Acto Principal
Acto 1
- "Flower Power"
- "Motorcycle"
- "Mr. Taxi" (Versión japonesa)
- "Galaxy Supernova"
- "Mr.Mr." (Versión japonesa)
- "Karma Butterfly"
- "The Great Escape"
- "Animal"
- "Hoot" (Versión japonesa)

Acto 2
- "Run Devil Run" (Versión japonesa)
- "Medley" (T.O.P, The Boys, Reflection)

Acto 3
- "Genie" (Versión japonesa)
- "Bad Girl"

Acto 4
- "Divine"
- "Indestructible"

Acto 5
- "Show Girls"
- "Paparazzi"
- "Chain Reaction"

- "My Oh My"
- "Kissing You"
- "Flyers"
- "Love & Girls"
- "Blue Jeans"
- "Gee" (Versión japonesa)
- "Not Alone"
- "Into The New World" (Balada)

Acto Final
- "I Got A Boy"
- "Do The Catwalk"
- "All My Love Is For You"

## Fechas
| Fecha                  | Ciudad | País  | Lugar         | Público |
| ---------------------- | ------ | ----- | ------------- | ------- |
| 9 de diciembre de 2014 | Tokio  | Japón | Domo de Tokio | 55,000  |

## Media
La cadena de televisión WOWOW emitió el concierto el 28 de diciembre de 2014 a las 8:00 p. m., hora japonesa.

## DVD
El concierto está disponible en DVD y Blu-ray. Además viene con un libro de 100 páginas llenas de fotos del concierto. Tanto el formato en DVD como en Blu-ray se lanzaron a la venta el 1 de abril de 2015. Ambas versiones están listas para reservar en Amazon de Japón, YesAsia y HMV de Japón.
- Datos: Q17684999